# Khiri Rat Nikhom
Khiri Rat Nikhom (em tailandês: อำเภอคีรีรัฐนิคม) é um distrito da província de Surat Thani, no sul da Tailândia. É um dos 19 distritos que compõem a província. Sua população, de acordo com dados de 2012, era de 43 609 habitantes. Sua área territorial é de 812,3 km².
Em 1917, o distrito foi renomeado para Tha Khanon (ท่า ขนอน). Em 12 de abril de 1961, o nome foi alterado novamente para o nome atual.